# Kurumin
Kurumin Linux foi uma distribuição Linux baseada no Knoppix e que mantém o mesmo sistema de detecção de hardware desta distribuição. Todavia, o Kurumin foi projetado para que fosse bem mais compacto, cabendo, assim, em suas versões iniciais, em um mini-CD de 80 mm.
Inicialmente o seu desenvolvedor, Carlos E. Morimoto, deu início ao projeto apenas para fins de uso pessoal; porém, ao anunciar a sua criação no seu site, muita gente demonstrou interesse pelo projeto, o que incentivou Morimoto a levar o projeto adiante. Segundo o site DistroWatch, Kurumin era a distribuição Linux mais popular no Brasil.
O nome kurumin vem da língua tupi, onde "curumim" significa “menino”, “criança”, em uma alusão a uma distribuição Linux mais leve e simples, para iniciantes no sistema. A letra k no início da palavra é uma referência ao Knoppix. O logotipo do Kurumin é um pinguim com aspecto infantil: pequeno, simpático e mais magro do que o Tux, o pinguim que representa o Linux em si. Outras características notáveis são o cocar e suas cores, que representam a Bandeira do Brasil.
O Kurumin 7 foi oficialmente descontinuado no início de 2008. Houve uma tentativa de continuidade liderada por Leandro Soares, o Kurumin NG, que terminou de maneira tumultuada.

## Características
O Kurumin é uma distribuição Linux destinada a desktops (neste caso, um sistema destinado a uso geral, que você pode usar para acessar a Internet, trabalhar, assistir filmes, jogar e fazer todo tipo de tarefas).
Existem muitas distribuições Linux destinadas a servidores, que é um porto seguro. Um servidor é uma máquina que fica o tempo todo ligada, sempre fazendo a mesma coisa. Existem vários tipos de servidores, como servidores web, servidores de arquivos, servidores de impressão etc.
Quase 70% dos servidores Web do mundo usam o Apache, a maioria deles rodando Linux. O Samba é mais rápido e estável que o Windows como servidor de arquivos e impressoras e por isso continua crescendo rapidamente. Quando se fala em compartilhar a conexão com a Web, novamente o Linux é o sistema mais usado e quando pesquisamos sobre um sistema robusto para rodar um banco de dados, como o Oracle, MySQL ou PostgreSQL, novamente o Linux é o mais comentado e recomendado.
Mas, apesar de ser tão robusto, rápido e estável, o Linux ainda é pouco usado no ambiente doméstico: provavelmente você pode contar nos dedos os amigos (pelo menos os amigos fora da área técnica) que usam Linux no micro de casa.
Isso ocorre porque as qualidades necessárias para construir um bom sistema para um servidor e um bom sistema para uso doméstico são muito diferentes, é como comparar um tanque de guerra com um carro popular.
Um servidor precisa ser estável e seguro, o resto é secundário. Um sistema para uso doméstico, por outro lado, precisa ser fácil de usar, ser compatível com todo tipo de impressora, modem, scanner e outros periféricos, rodar todo tipo de programas e jogos. Lembre-se de que o Windows ganhou os desktops na época do Windows 3.11 e 95, quando não era nem estável, nem seguro.
Existem muitas distribuições Linux recomendadas para uso em servidores, como o próprio Debian, Fedora e CentOS, para citar só algumas. Entretanto, existem poucas distribuições com ênfase nos usuários domésticos. É aqui que chegamos ao Kurumin.
O Kurumin difere das outras distribuições por ser desenvolvido com foco na facilidade de uso. Ele roda diretamente a partir do CD, detectando o hardware da máquina e pode ser instalado rapidamente. Todos os scripts, ferramentas de configuração, menus, etc. são escritos diretamente em português do Brasil, ao invés de serem escritos em inglês e depois traduzidos. Isso faz com que tudo seja muito mais familiar.

### Programas inclusos
O Kurumin traz uma gama de programas para o usuário. Dentro dele encontra-se o necessário para navegar na Internet, programas de escritório, suíte Office, editores de texto, de imagens, de som, além de jogos. Os programas estão organizados nas seções Escritório, Gráficos, Internet, Multimídia e Jogos, além de seções de configuração do sistema.
Na categoria Internet temos os programas Amsn, Gaim, que são gerenciadores de bate-papo. Também na área de comunicação, contamos com o Skype, programa que permite conversas com áudio entre computadores. O sistema conta também com os navegadores Mozilla Firefox e Konqueror.
O Kurumin traz incluído o KuruminOffice 1.1.2, suíte de programas que conta com planilha eletrônica, editor de texto, criador de apresentação de slides, programa de desenho vetorial, editor de fórmulas e editor de páginas para a Internet.
Na seção editores encontram-se os programas Kate, Kedit e Kwrite, que são processadores de texto simples, sendo que o Kate possui recursos avançados, como identificação de código HTML.
Na versão 5.0, o Kurumin traz instalado automaticamente o Adobe Reader 7.0, que é um visualizador de arquivos em pdf (Portable Document Format ou Formato de Documento Portátil).
A seção multimídia do Kurumin vem bastante completa. Conta com os programas Kaffeine, XMMS e na versão 5.0, traz o Real Player já pré-instalado, todos excelentes programas de áudio. O Kaffeine, por exemplo, inclui a função de ler DVDs.
Para a gravação de CDs e até de DVDs de dados, bem como de CDs de áudio o sistema inclui o k3b, com interface amigável e bastante simples de usar.

### Sistema
O intuito do Kurumin é ser uma distribuição destinada ao uso em desktops, fácil de usar e instalar e que resolva problemas clássicos como a falta de suporte a softmodems e a multimídia. O Kurumin não inclui drivers para uma grande variedade de modems, suporte a vários formatos de vídeo, incluindo Divx e Windows Media e uma ferramenta para instalar suporte a Flash. Tudo isso é organizado de uma forma intuitiva, o tipo de distribuição que possa substituir diretamente o Windows na máquina de um usuário leigo. A lei é simplificar ao máximo o uso e configuração do sistema. Seguindo esta filosofia, o Kurumin já vem em Português do Brasil e tenta incluir apenas um programa para cada tarefa, o melhor em cada categoria.
Além de servir como forma de apresentar o Linux para novos usuários, o Kurumin pode ser usado em conjunto com uma USB-key, ou outro sistema de armazenamento portátil, permitindo que o usuário possa usar seus programas e dados em qualquer PC. O Kurumin é capaz de detectar a USB-Key durante o boot, usando os recursos herdados do Knoppix, permitindo que o usuário trabalhe normalmente mesmo usando PCs de estranhos. Para esse tipo de uso, foi criado o Kurumin Light, 181 MB, e portanto cabe em um mini-CD ou em um pen-drive de 256 MB; ao ser instalado, o Kurmin Light ocupa 500MB.
Apesar disso o Kurumin é uma das distribuições mais leves disponíveis hoje em dia. Ao dar boot através do CD o sistema consome apenas 53 MB de memória RAM (versão 2.0). Um mero 233 MMX com 64 MB é suficiente para rodar o sistema aceitavelmente (em modo texto), enquanto com um Pentium II 266 com 128 MB você já pode assistir vídeos em divx com qualidade.[carece de fontes?]
Também é possível instalar o Kurumin no HD, usando o utilitário "Instalar Kurumin no HD, mantendo as configurações atuais" encontrado no iniciar (Ícone do K, encontrado na barra de tarefas). Esta é uma versão modificada do knx-hdinstall do Knoppix, a fim de que a instalação no HD se comporte de forma quase idêntica ao CD, ao contrário do Knoppix.
A instalação no HD é muito simples, já que o Hardware é automaticamente detectado durante o boot. O instalador é gráfico e a cópia dos arquivos demora em média quatro minutos num Celeron 600 com 128 MB e um CD-ROM de 40x.
A instalação no HD consome apenas 1550 MB, permitindo instalar o Kurumin até mesmo em micros antigos. Mesmo com o KDE o sistema consome apenas 44 MB de RAM durante o boot (um pouco menos que ao rodar através do CD), permitindo rodá-lo aceitavelmente mesmo em máquinas relativamente antigas.
A facilidade e rapidez de instalação está fazendo com que alguns integradores comecem a usar o Kurumin em PCs (sobretudo nos usados) no lugar do Windows 98 e Windows XP Home Edition/Windows XP Starter Edition. Isto permite reduzir o custo dos PCs, eliminando os mais de 500 reais do custo do Windows (XP Home) e mantendo a facilidade de uso.
O Kurumin é baseado no Knoppix, no Kanotix e no Debian, portanto mantém compatibilidade com os pacotes.deb que podem ser encontrados nos CDs do Debian ou em vários outros lugares. Também é possível instalar programas automaticamente pela Internet usando o apt-get. Por exemplo: para instalar o Firefox, basta executar o comando:
# apt-get update (para atualizar as listas de instalação de programas do apt-get)
# apt-get install mozilla-firefox (para instalar o programa em si)
O "#" significa que o comando deve ser executado como root (o usuário com privilégios administrativos, como o "administrador" do Windows)
O trabalho do desenvolvedor no Kurumin se concentra em aperfeiçoar uma plataforma que já existe (o Knoppix e o projeto Debian), melhorando os seus recursos, ao invés de reinventar a roda desenvolvendo um novo sistema de pacotes, novas ferramentas de configuração, etc. como em outras distribuições. O Kurumin quer ser uma opção ideal para quem está tendo seu primeiro contato com o Linux e também para usuários experientes que podem personalizar a distribuição.
Assim como no Knoppix você pode montar partições existentes no HD, incluindo partições NTFS (em modo somente leitura) e acessar os arquivos armazenados. Já é possível escrever em partições NTFS com o uso do NTFS-3g.

### Outras funções
O Kurumin, além de poder ser usado como sistema operacional, pode ser usado como um CD de recuperação de arquivos ou de partições danificadas. Ele inclui ferramentas como o Dosfsdisk e o Fsck, que permitem analisar o sistema de arquivos do HD, e corrigir erros. Permite verificar vários sistema de arquivos, como o NTFS, FAT32, EXT2, EXT3, Reiserfs, etc. Também permite a leitura e a escrita em partições HPFS do OS/2.
E inclui também o F-prot (antivírus instalável pelos ícones mágicos, até mesmo rodando do CD!), que permite verificar partições Linux e do Windows a procura de vírus ou outros arquivos potencialmente perigosos.
E além disso, o Kurumin traz junto com ele o Gparted, um particionador gráfico, em português, que permite redimensionar, criar e deletar partições Linux (ext2, ext3, reiserfs) e partições Windows (FAT32 e NTFS), e outras (XFS). Assim você pode usar o Kurumin para particionar o seu HD.

## História
O Kurumin 7 foi oficialmente descontinuado em 2008, encerrando o desenvolvimento da distribuição. O resumo postado na página oficial é:
"O Kurumin é uma distribuição Linux desenvolvida pela equipe do Guia do Hardware e colaboradores, com o objetivo de ser um sistema fácil de usar, voltado especialmente para iniciantes e ex-usuários do Windows. Originalmente o Kurumin foi desenvolvido com base no Knoppix, passando em seguida a utilizar também componentes do Kanotix e outros projetos, além de ser baseado nos pacotes do Debian. Todos os componentes e scripts usados são abertos, o que possibilitou também o surgimento de versões modificadas do sistema.
Apesar de ter feito um grande sucesso e ter sido durante algum tempo uma das distribuições mais usadas no país, o projeto acabou falhando em atrair um grupo de desenvolvedores interessados em participar de forma ativa do desenvolvimento. Este e outros fatores (entre eles a justificada cobrança em torno de novos recursos e melhorias) acabaram fazendo com que o projeto fosse descontinuado em 2008.
Naturalmente, as imagens do sistema continuam disponíveis para download e ele continua sendo uma opção de distribuição leve para micros antigos, mas o uso em máquinas novas não é recomendado, já que por ser baseado em uma versão antigas do núcleo ele não será capaz de detectar alguns dos componentes. Está disponível também o livro Kurumin 7, guia prático para leitura na íntegra, que serve como um guia para o uso do Kurumin e também de outras distribuições.
Entre março de 2008 e janeiro de 2009 foi feita uma desastrada tentativa de continuação por parte do Leandro Soares, que acabou ridicularizando (http://www.guiadohardware.net/noticias/2009-01/49821F24.html) o nome do projeto. Devido a isso, novas propostas de continuidade passaram a ser polidamente rejeitadas. Com o encerramento do projeto, recomenda-se o uso de distribuições bem estabelecidas, como o Ubuntu, o Kubuntu e o Mandriva, além do próprio Debian estável, que pode ser usado de maneira bastante eficiente em desktops, depois de configurado." .
Além dos motivos sobre a descontinuação do Kurumin alegados pelo seu criador, outro motivo que pode ter sido decisivo é que os diferenciais do Kurumin acabaram sendo superados com o tempo por outras distribuições. É fato de que quando o Kurumin surgiu, mesmo distribuições que eram alegadamente mais "user-frendly" requeriam uma boa dose de trabalho e configurações para que se tornassem 100% utilizáveis, e isso querendo ou não requeria algum conhecimento prévio do usuário. O Kurumin apareceu justamente automatizando ou facilitando processos que o usuário teria que fazer pós-instalação. Com o surgimento e o fortalecimento de distribuições totalmente "out of the box" como o próprio Ubuntu e suas variantes, o Linux Mint (derivado do próprio Ubuntu), entre outras, o Kurumin aos poucos foi perdendo a razão de existir. Essas distribuições mencionadas possuem um verdadeiro exército de colaboradores, além de empresas que financiam a empreitada (Canonical, IBM, etc...), contrastando com o Kurumin, cujo criador sofria para conseguir gente para colaborar com o projeto.
Mesmo após tudo isso, é inquestionável o legado desta distribuição que foi a porta de entrada de uma geração de usuários brasileiros para o mundo Linux.

## Legado
As seguintes distribuições brasileiras foram feitas baseadas no Kurumin:
- Big Linux
- Kalango Linux.
- Kake Linux (Distribuição voltada a praticidade, segurança e suporte a hardware).
- Dizinha Linux (Distribuição otimizada para computadores mais lentos).
- Poseidon Linux (Distribuição otimizada para uso científico.)
- Kurumin Games (Distribuição voltada para jogos de linux).
- MPUnix (Distribuição voltada para uso no MPU - Ministério Público da União).
- Tatui linux (Distro da prefeitura de Rio das Ostras, "atualmente mantida por um grupo de fãs")
- Mothux Linux (Distribuição voltada para a facilidade de uso)
- Famelix
- Kurumin-Edukando (Distribuição voltada às necessidades e especificidades do desenvolvimento de projetos educativos)
- Ibabaquara (Distro voltada para uso pessoal sem interface gráfica trazendo Player de música, Video, MSN, IRC, Editores de texto)